# 相欺章
相欺章 （阿拉伯语：‎），音译台昂卜尼，是古兰经的第64章，共计18节。 本麦地那篇章以颂安拉词（又名 al-Musabbihat）开始。本章的主题是对信仰的邀请、服从（对安拉）和良好道德的教导，与之前的章形成对比，后者关注的是伪信性和缺乏信仰（Iman）。

## 摘要
接下来的顺序是，前四节是写给全人类的，第5-10节是针对那些不信道《古兰经》邀请的人，第11-18节是针对那些接受并信道这一邀请点的人。节如下：
- 1 天地的万物赞颂安拉
- 2 安拉已命定人要么是信士，要么是不信道者
- 3-4 安拉，造物主，无所不知——宇宙和地球上的一切，你们所隐藏的和你们所宣布的
- 5-6 前的民族因不信道而被毁灭
- 7 古兰经：不信道不会阻止不信道者从死里复活
- 8-10  信仰安拉及其所有众使者包括他的最后使者穆罕默德（愿他们平安）
- 11-13 安拉至高无上，因此应该被信任
- 14-18 穆斯林被摒弃世俗的束缚，献身于安拉 [4]